# MPEG-7
MPEG-7（エムペグセブン）は、ISO/IEC JTC 1のMoving Picture Experts Group(MPEG)によってつくられたマルチメディア用メタデータ表記方法の国際標準化規格。MPEG-1,2,4などとは異なり、動画データのエンコードが目的ではなく、XMLをベースとしたメタデータ記述によるマルチメディアデータの高速な内容検索を目的としている。